# Parc de Brasschaat

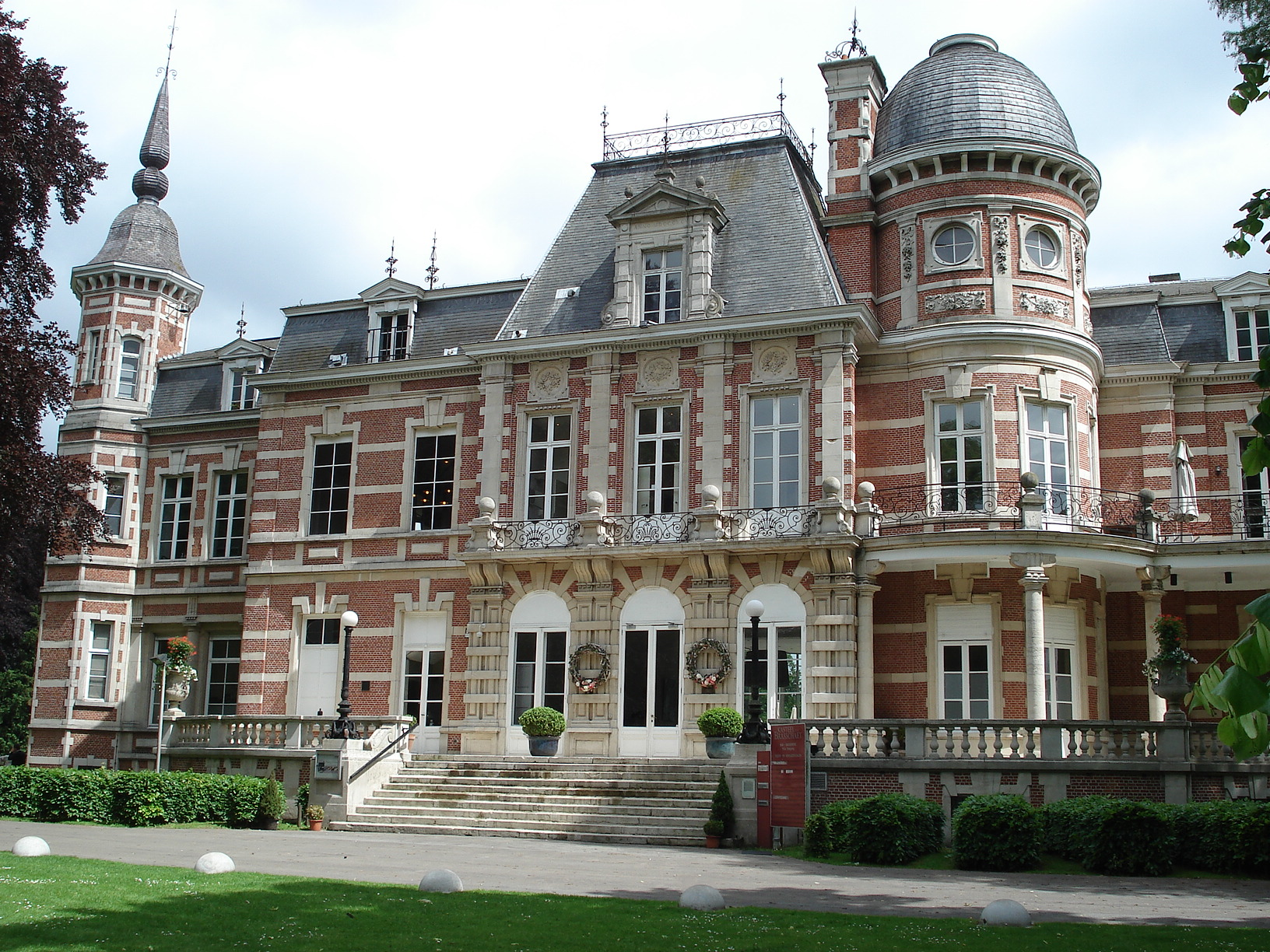
Château de Brasschaat

Le parc de Brasschaat est un parc de 170 hectares situé dans la ville de Brasschaat.

## Histoire
À l'origine, le domaine où se trouve aujourd'hui le parc comprenait trois fermes principales : Vagevuurhoeve, Hemelhoeve et Helhoeve. Parmi elles, la Helhoeve est la plus ancienne, mentionnée dès 1602. Cette ferme a constitué le cœur du domaine et fut transformée au XVIIIe siècle en un jardin de plaisance, symbolisant une évolution vers un usage récréatif.
En 1864, le domaine devint la propriété du comte Auguste Reusens. Quelques années plus tard, en 1872, son fils fit démolir la Helhoeve pour y construire un château majestueux dans le style néoclassique français : le château de Brasschaat. Ce château était entouré d’un vaste parc aménagé avec des bois, des pelouses et des plans d’eau. Des bâtiments annexes furent également construits, notamment des logements pour les gardiens et jardiniers, ainsi que des entrées monumentales, dont certaines subsistent aujourd'hui.
Sous la direction d’ Armand Reusens, maire de Brasschaat en 1872, le domaine fut agrandi et conçu comme un espace public. Après plusieurs changements de propriétaires, le domaine fut finalement acquis par la commune en 1949 et ouvert au public. Aujourd'hui, il est géré par une organisation destinée à la préservation des espaces verts. Le château, lui, a été reconverti en restaurant, tout en conservant son cadre historique exceptionnel.
Le parc et le domaine du château de Brasschaat demeurent un exemple remarquable d’héritage historique et naturel, avec une richesse paysagère et architecturale qui attire encore de nombreux visiteurs chaque année,.

## Bâtiments
Le château est de style éclectique. Il se compose d'un corps de logis et de deux ailes perpendiculaires, entourant un étang sur trois côtés. Il y a une tour ronde avec un toit en forme de dôme et une tour octogonale avec une flèche rétrécie.
Il y a un garage et une maison de jardinier de style néoclassique, ainsi que la Hemelhoeve avec un manège, nouvellement construite en 1926. Un obélisque de 1885 et une colonne de 1841 se trouvent également dans le parc. On y trouve aussi des étangs, une roseraie, des fontaines, un parc de cerfs et des forêts.

## Sources/Références
1. ↑  (en) Get link et Facebook, « The castle of Brasschaat » (consulté le 12 décembre 2024)
2. ↑  « Vlaanderen is Erfgoed. Erfgoed is Informatie. — Flanders Heritage - Information and Technology documentation », sur onroerenderfgoed.github.io (consulté le 12 décembre 2024)